# Політичні кольори

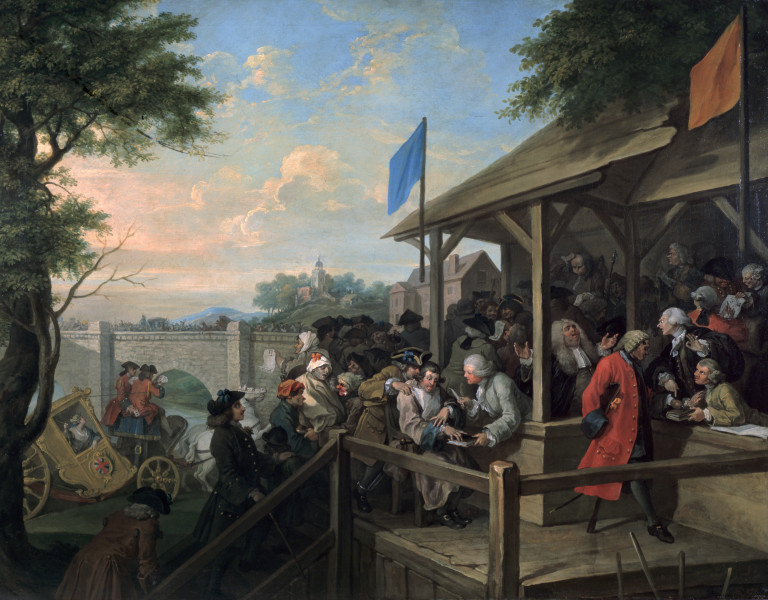
Хогарт опитування, що зображає 1754 виборів в британський парламент, включає в себе блакитний прапор, який представляє Торі і бафф прапор, який представляє Віги

Політичні кольори — кольори, що використовуються, для представлення ідеології, політичної партії або руху. Партії в різних країнах з однаковими ідеологіями зазвичай використовують схожі кольори. Наприклад, червоний колір символізує ліві ідеології у багатьох країнах (червоний прапор, Червона Армія і червона зірка), а помаранчевий колір символізує християнсько-демократичну ідеологію. Тим не менш, існують політичні рухи, в яких кольори варіюються, наприклад: червоний колір використовується консервативною Республіканською партією в США.

## Чорний
- Чорний в першу чергу асоціюється з анархізмом[2], фашизмом і джихадизмом.
- Антиклерикальні партії наприкінці 19 і початку 20 століття іноді використовується чорний колір у відношенні посадових осіб Католицької Церкви, тому що ряса, зазвичай, чорна.
- У Німеччині та Австрії, чорний колір історично пов'язаний з християнсько-демократичних партій, таких як Християнсько-демократичний союз Німеччини та Австрійської народної партії (до 2017).
- У Греції, чорний - це колір Золотої Зорі, праворадикальна політична партія.
- В Італії, чорний-це колір фашизму, тому що він був офіційним кольором Національної фашистської партії. В результаті, сучасні італійські сторін не буде використовувати чорний як їх політичного забарвлення.
- В ісламському світі, чорні прапори (часто з білим шахаду) іноді використовуються джихадистські угруповань. Чорний колір Аббасидів. Він також широко використовується мусульмани-шиїти, а це також пов'язано з оплакиванием смерті Хусейна ібн Алі. Це тепер відомо як прапор колір Ісламська держава Іраку і Леванту.
- У Росії на чорному обличчі монархізм і націоналістичних рухів, таких як чорні сотні до їх поразки від рук комуністів.
- В Індії, являє собою чорний протест. В Таміл-Наду (а штат в Індії), чорний являє атеїстичне прав людини повстанцями, які слідують Періяр Е. В. Рамазамі.

## Синій
Синій, як правило, асоціюється з центру-праворуч або консервативної партій, що походить від його використання Торі партії (попередниця Консервативної партії) у Сполученому Королівстві.
- Поле прапора Організації Об'єднаних Націй - це світло-блакитний, вибрані для подання миру і надії. Це породило термін "bluewashing".
- В Австрії і Німеччині, синій-це колір популістської правої партії свободи Австрії (АПС) та АДН, відповідно. Це також колір Баварської Консервативної партії ХСС і його попередники.
- В Австралії, блакитний-це колір ліберальної партіїна чолі коаліції, яка, як правило, соціально-консервативної і економічно ліберальним у своїй політиці і політиці.
- У Беліз, синій-колір Соціал-демократичної Об'єднаної народної партії.
- У Бельгії, синій колір асоціюється з лібералізмом, використовувані як відкриті Фламандські ліберали і демократи як реформістський рух.
- У Бразилії, блакитний асоціюється з консерваторами і ліберальними партіями. Синій з червоним - це колір Прогресивної партії, яка спускається від Національного Відродження альянсу, головна партія військового режиму, Національно-демократичний союз, основною ліберально-консервативні партії в період між 1945 і 1964, в партії Республіки і його попередник, Ліберальна партія. Синій з жовтим-це колір Християнської Демократії і бразильської Соціал-демократичної партії, колишній центр-лівий, зараз економічної ліберальної партії. Синій і зелений - це колір демократами, головною ліберально-консервативні партії в Бразилії в поточному республіці. Синій також колір бразильський Integralist дій, перший ультраправого руху в Бразилії надихнув в Націонал-католицизм. У Бразильській республіканської партії, Християнсько-демократичної партії пов'язана з євангелістами і консервативної ліберальної Соціал-демократичної партії використовують блакитне знамено з зеленим, жовтий і білий, три кольори бразильського прапора, з proeminence менше, ніж синій.
- У Болівії, синій-це колір лівого крила руху за соціалізм.
- У Канаді на федеральному рівні політика офіційного кольору для Консервативної партії Канади блакитне, а в провінції Квебек світло-синій асоціюється з націоналістичними і сепаратистськими рухами (по відношенню до провінції яскраво блакитний прапор)[4].
- У Коста-Риці, синій колір зазвичай асоціюється з соціал-християнська єдність партії, поряд з червоним.
- В Ефіопії, синій-колір Semayawi партії Ефіопії. Він символізує надію єдності та миру. Semayawi є амхарська слова, що означає синій.
- У Фінляндії, синій-це колір правоцентристські партії Національної коаліційної партії і синій реформи.
- В Індії, синій пов'язаний з Далит Ambedkarite руху.[5]
- В Ірландії, синій колір асоціюється з консервативної дрібної Гаель партії, відомий у народі як " Blueshirts" з посиланням на свої коріння в праве крило Національної гвардії 1930-х років.
- Дві партії в Японії блакитні. Демократична Соціалістична Соціал-демократична партія та соціал-ліберальна демократична партія.
- Синього кольору, зазвичай світлішого відтінку, це першорядне значення в іудаїзмі. На прапор Ізраїлю з двома синіми горизонтальними смугами і синьою зіркою Давида. См. також tekhelet і сіонізму. Колір також сильно ототожнений з правого крила Лікуда партії.
- У Лівані, синій-це колір для майбутнього руху.
- На Мальті, синій колір націоналістичної партії.
- У Парагваї, синій-це колір радикально-Ліберальної партії, один з історичних партій.
- В Румунії, синій, як правило, пов'язані з правоцентристські та праві партії і цілий ряд таких сторін використовувати колір офіційно, наприклад націонал-ліберальної партії, партії Народний Рух, Альянс лібералів і демократів, на Національно-демократичної партії, в Новій Республіці, М10, а також нині Консервативна партія.
- У Південній Африці, блакитний, як правило, асоціюється з ліберальними політичними партіями, найпопулярніші з яких - "Демократичний альянс", найбільшої опозиційної партії. Синій колір був також використовується єдина партія, з якої Прогресивна партія (самий старший предок Демократичний альянс) розкол в 1959 році.
- У Південній Кореї, синій зараз представляє центр-лівий ліберал - демократичної партії з 2014 року. До 2012 року, синій являв консервативних партій.
- Бірюза використовується для представлення тюркських народів і тюркських спадщини. Це також колір Нео-османізму в особі ПСР на відміну від Республіканської червоний в особі кемалістів.[джерело?]
- В Тайвані, синій являє Гоміньдан (КМТ), найбільшу Консервативну партію. Синій належить до КМТ і їх союзників Пан-синя коаліція.
- бачу червоних і синіх штатів у США, починаючи з 2000 року ЗМІ пов'язували синій з Демократичною партією.[6] У 2010 році група презентувала офіційний логотип синій[7] (див. червоних і синіх штатів). У Сполучених Штатах, синій теж часто пов'язані з організованою праці, оскільки вона відображає "синіх комірців" працівників (наприклад, див. синьо-зелений альянс).
  - Навпаки в Пуерто-Рико, консервативний нова прогресивна партія використовує синій.
- Використовувати в Венесуелу, щоб представити "стіл демократичної єдності", великий мульти-ідеологічної коаліції партій в опозиції, ймовірно, в якості аналога ЕСПВ's червоний.

## Коричневий
- Коричневий колір асоціюється з нацизмом, тому що Са (СА) були названі «коричневорубашечники». В Європі та інших місцях коричневий колір іноді використовують для позначення фашистів в цілому.[8]
- В марихуану партії Канади використовує кольори коричневий.
- Коричневий іноді використовується для опису протилежного боку зеленої, тобто для опису партій, які мало дбають про забруднення навколишнього середовища.[9]

## Бафф
- Бафф був колір вігів фракції в британській політиці з початку 18 століття до середини 19-го століття. Як таке, воно іноді використовується для позначення поточного політичного зліва (в опозиції до синього, який представляв Торі і тоді консерватори і політичні права).

## Сірий
- Сірий іноді використовується партіями, які представляють інтереси пенсіонерів і пенсіонерок та громадян похилого віку, таких як "Сірі" в Німеччині.
- Сірий може також використовуватися, щоб звернутися до реакційної незалежности або сепаратистських рухів, через його асоціацію з Конфедеративними Штатами Америки.
- Сірий часто використовується незалежними політиками.
- Сірий — це колір антикорупційної партії в Гондурасі.
- Сірий — це колір Християнсько-демократичної партії в Парагваї.

## Зелений
Зелений колір використовується екологічними та ісламськими політичними партіями та рухами.
- Зелена папороть іноді використовується політичними організаціями і групами, які виступають за легалізацію медичного застосування марихуани.
- Море зелене був використаний як символ членами нівеліри в 17 столітті в Британії і з цієї причини він іноді використовується для представлення радикальний лібералізм.
- Зелений іноді також були пов'язані з аграрної рухів, таких як популістська партія, в США у 1890-х і нинішній-день скандинавської Аграрної партії, а також Національна партія Австралії, консервативна партія традиційно представляють регіональні та сільськогосподарські інтереси.
- У Бразилії, зелений-колір Соціал-Християнська партія, а консервативна політична партія, і Партія зелених
- У Великій Британії в 1930-ті роки національні організації праці використовується зелений. В Уельсі, в валлійської націоналістичної партії Плайд Камрі використовує кольори зелений і жовтий.
- У Канаді, на додаток до його використання в партії "Зелених" Канади, Грін також часто використовується правих і популістських партій, які не пов'язані з консервативною партією[4]. Приклади включають соціальні кредитних партії Канади, Партії реформ Канади, канадський альянс, партія Wildrose, розташованому в Альберті і Саскачевані партії.
- У Коста-Риці, зелений-колір Соціал-демократичної національно-визвольної партії.
- В Еквадорі, зелений колір асоціюється з соціалістичної коаліції Альянсу ПАІС.
- В Європі, зелений являє європейського федералізму, особливо в федералістів прапор, який зображений подовжений зелений буквою "Е".
- У Греції, зелений-це колір Всегрецький соціалістичний рух, Соціал-демократичної партії. Також він використовується в грецькій соціал-демократів, Эдек.
- В Гондурасі, зелений-це колір Християнсько-демократичної партії.
- В Ірані, зелена була використана іранського "Зеленого руху", політична течія, що виникла після 2009 іранських президентських виборів, на яких протестувальники вимагали видалення Махмуда Ахмадінежада з поста президента.
- Ірландський націоналіст і Ірландського республіканського руху використовували зелений колір.
- Зелений, вважається священний колір ісламу, також використовується в деяких ісламістів, таких як "ХАМАС".
- В Італії, зелений-колір Ліга Норд, права націонал-консервативна політична партія.
- В Японії, ліберально-консервативна Ліберально-демократична партія використовує зелений.
- У Марокко, побачити "зелений Марш".
- Зелений-колір Перу Християнської народної партії, Християнсько-демократичної партії.
- Пуерто-Рикоз пуерториканської Партії незалежності, Соціал-демократична партія, використовує зелений.
- В Румунії, зелений, історично пов'язаних з екстремістською Залізна гвардія в міжвоєнної доби. В даний час він використовується Демократичний союз угорців у Румунії в якості основного кольору, а також різні зелені партії, такі як еколог партії Румунії і зелень.
- У Південній Африці, зелений являє Африці мусульманської партії, але він також часто представляє національно-визвольного руху проти апартеїду уряду. Він використовується кількома південноафриканськими політичними сторонами, включаючи Африканський національний конгрес, Об'єднана Християнсько-демократична партія, Африканський народний конгрес, панафриканський Конгрес Азанії і економічної борців за свободу.
- У Південній Кореї, зелений являє ліберальної народної партії та Партії зелених Корея.
- В Тайвань, зелений часто представляє Демократичної прогресивної партії і незалежності Тайваню рухів використовують зелений колір.
- В Танзанії, зелений являє Чама Ча Мапиндузи.
- У Венесуелі, зелений є традиційним кольором Copei партії, однією з двох партій, які домінували в країні політики наприкінці 20-го століття (поряд з Демократичної дії) і одна із сторін в даний час в опозиції до ЕСПВ.

## Помаранчевий
Помаранчевий-традиційний колір Християнсько-демократична політична ідеологія і більшість християнсько-демократичних політичних партій, які засновані на католицьке соціальне вчення і Нео-кальвіністської теології. Християнсько-демократичних політичних партій стала відомою в Європі і Америці після Другої світової війни.
З 1989 року помаранчевий представляв посткомуністичних демократичних революцій у Східній Європі.
Він рідше являє різного роду популістських партій. Так йде справа в Австрії, Німеччині, Франції, Португалії, Швейцарії, Фінляндії, Румунії, Угорщини, Словаччини, Чехії і Туреччини.
- Оранжевий часто використовується для представлення mutualist струму в анархістській політиці, як золоту середину між ринковою течій, таких як анархо-капіталізм (асоціюється з кольором жовтий лібералізму) та анти-маркет течій, таких як анархо-синдикалізму та анархо-комунізму (пов'язані з червоний колір комунізму і соціалізму).
- Гуманізм також використовує помаранчевий колір і гуманіст міжнародних, а також гуманістичних партій в Аргентині, Бразилії, Коста-Рики й Чилі, щоб назвати декілька.
- У Бразилії, помаранчевий теж пов'язаний з новою партією, а класична ліберальна політична партія, заснована у 2011 році
- У Канаді, помаранчевий-це колір нової демократичної партії (НДП), Соціал-демократична партія. Більшість соціал-демократичних партій у всьому світі використовують червоний або рожевий, але в Канаді червоний колір вже давно асоціюється з лібералами, коли НДП була заснована.
- У Колумбії, помаранчевий неофіційно, пов'язані з соціальною Партії національної єдності, а третій шлях партії.[13] Помаранчевий-офіційний колір либертарианского руху.
- У Коста-Риці, був помаранчевий колір використовується для соціалістичної демократичної групи партії, основною альтернативою двох основних партій у 1990-ті роки.
- У Чехії, в Чеській соціал-демократичній партії (ČSSD) змінила свій офіційний колір в 2006 році від червоного до оранжевого.
- В Еквадорі, помаранчевий-колір Соціал-демократичної Демократичної Лівої партії.
- У Німеччині Піратська партія використовує помаранчевий колір.
- В Угорщині, помаранчевий є офіційним кольором і помітно пов'язані з національної консервативної Фідес партія. "Фідес" працювати за єдиним списком з Християнсько-демократичної KDNP з 2010 року.
- В Ізраїлі, помаранчевий пов'язаний з анти-відчеплення мітингів та інших правих і про-поселенську діяльність.
- У Новій Зеландії, виборча комісія відхилила запропонований помаранчевий логотип[14] за те, що, швидше за все, щоб заплутати чи ввести в оману виборців дуже схожий на колір використовуваних виборчими органами.[15]
- У Нідерландах, помаранчевий використовується в якості вторинного кольори голландського Консервативної народної партії За свободу і демократію. Помаранчевий колір є більш широко пов'язаний з дому Оранських-Нассау і Orangism.
- В Ірландії та Північної Ірландії, помаранчевий пов'язаний з юнІонизмУ і Орден оранжистів.
- В Румунії, правоцентристська Ліберально-демократична партія використовувати помаранчевий як свого офіційного кольору.
- У Південній Африці, помаранчева часто асоціюється з консервативної африканерІв політичних рухів. Оранжевий був офіційним кольором Національної партії, яка була в країні правлячою партією з 1948 по 1994 рік. Крім того, його наступник, нова національна партія, використовували помаранчевий колір. Це використовується Християнсько-демократичного та африканерів націоналістичної партії Свобода фронт плюс. Червоний помаранчевий є офіційним кольором незалежних демократів, а соціал-демократична політична партія в Північній і Західній Капській провінції.
- В Іспанії, помаранчевий колір правого крила Ліберальної партії громадян.
- У Швейцарії, помаранчевий-колір лівоцентристської партії ЦВТ
- У Сполученому Королівстві, був помаранчевий колір історичні ліберальні партії. Сучасні спадкоємці лібералів, ліберал-демократів, використовуйте помаранчевий.
- У Пуерто-Рико, помаранчевий-колір Пуерто-Рико
- В Україні, був помаранчевий колір ліберальні групи, які брали участь у "Помаранчевій революції". Це дало помаранчевий колір певної асоціації з радикальної анти-авторитарної політики в деяких країнах і він був використаний в якості таких груп і організацій на Близькому Сході, наприклад в Лівані, в Палестинській автономії, Єгипту, Бахрейну та Ізраїлю.

## Рожевий
- Рожевий іноді використовується соціал-демократичних партій, таких як у Франції і Португалії. Більш традиційний колір соціал-демократії-червоний (тому що соціал-демократія походить від соціал-демократичний рух), але в деяких країнах є великі соціал-демократичні партії поряд з великими соціалістичних чи комуністичних партій, так що це буде важко для них, щоб використовувати червоний. У таких випадках, соціал-демократи, як правило, ті, хто відмовився від червоного на користь іншого кольору. Рожевий колір часто вибирають тому, що вона сприймається як більш м'який, менш агресивний варіант червоним, таким же чином, що соціал-демократія є більш помірковані та менш боєздатним, ніж соціалізм.
- У Бразилії, рожевий іноді використовується Демократичної Робітничої партії, в центрі, зліва для лівих націоналістичних політичних партій-членів соціалістичного інтернаціоналу.
- Деякі європейські ліберальні партії використовувати рожевий або пурпурний, як колір партії. Приклади включають данської Соціал-ліберальної партії і Неос – новий Австрія.
- У деяких європейських країнах і США, рожевий колір асоціюється з гомосексуальністю і рожевий прапор використовується як символ підтримки цивільних прав ЛГБТ. Це сходить до німецької політики додаючи рожеві трикутники на одязі ув'язнених-гомосексуалів.
- Рожевий-це колір феміністської партії Феміністська ініціатива в Швеції.

## Фіолетовий
Хоча фіолетовий і деякі старі асоціації з монархізмом, він є самим яскравим кольором, який традиційно не підключений до будь-якої великої сучасної ідеології. Як таке, воно іноді використовується, щоб представляти собою суміш різних ідеологій, або нових протестних рухів, які є найважливішими з усіх раніше існуючих партій.
- Фіолетовий часто асоціюється з фемінізмом, і в поєднанні з чорним, часто використовується для представлення anarcha-фемінізм.
- У Бразилії, фіолетовий колір деякі прогресивні ліберальні рухи, такі як Ред Sustentabilidade і ліврів. Колір вибраний, щоб символізувати, що ці рухи перемішується кращі ідеї зліва, яка часто асоціюється з червоним, і права, пов'язані з Колір синій.
- В Європі, фіолетовий був використаний для подання фіолетовий урядів в Бельгії і Голландії, утворений Союз червоних соціал-демократичних та ліберальних партій синій.
- В Італії, фіолетовий був прийнятий анти-Сильвіо Берлусконі протестувальників (див. фіолетовий осіб) в якості альтернативи від інших квітів і політичних партій.
- В Ірландії, фіолетовий-це колір соціал-демократів, який підтримує скандинавську модель соціал-демократії.
- У Мексиці, фіолетовий колір гуманістичної партії.
- У Польщі, фіолетовий-це колір Пертия Разем, нова ліва Соціал-демократична політична партія, утворена в 2015 році.
- В Румунії, фіолетовий був використаний популістських і евроскептичних Народна партія – дан Діаконеску, активний в період 2011-2015.
- В Іспанії, фіолетовий-це колір Подемос, Ліва партія, яка вийшла з 15-го руху протесту.
- Фіолетовий-це колір шведської Піратської партії та Ісландії Піратська партія, а також кілька міжнародних піратських партій поділяють колір нарівні з чорним.
- У Сполученому Королівстві, фіолетовий, пов'язані з євроскептицизм, будучи офіційним кольором Партії незалежності Великої Британії (поряд з жовтим) і дрібні партії Верітас.
- У Сполучених Штатах, фіолетовий-офіційний колір ветерани партії Америки, яка є Центристською Конституційної партії з домінуючою двох сторін кольору, а також колір Пурпурове серце медаль.
  - Також колір Соціал-демократичної Вермонтская Прогресивна партія.
- Фіолетовий є також неофіційно використовується в США для позначення "гойдалки держави" (тобто часто оспорюється між Республіканською партією, чий неофіційний колір-червоний; і Демократичної партії, чий неофіційний колір-синій). Фіолетовий використовується також центристи являють собою поєднання переконання, що належать до республіканцям (червоний) і демократів (синій). Він також використовується, щоб посилатися фіолетовий Америці, термін використовується в протилежність "синім" або "червоним", відзначаючи виборчий відмінності по всій країні спостерігається більше розбіжностей, а не єдність (див. червоних і синіх штатів).
- В Уругваї, фіолетовий-колір Соціал-демократична незалежна партія.
- У Венесуелі, фіолетовий використання Соціалістичної Народної виборчої руху.

## Червоний
Червоний колір традиційно асоціюється з соціалізмом і комунізмом. Найдавніший символ соціалізму (і комунізму) - це червоний прапор, який сходить до французької революції 18 століття і революції 1848 року. До цього, червоний колір зазвичай асоціювався з монархією і Церквою через символізм та асоціації Христовакров. Червоний колір був обраний, щоб представляти кров робітників, які загинули в боротьбі проти капіталізму. Всіх основних соціалістичних і комуністичних спілок і організацій, у тому числі Першого, Другого і третього Інтернаціоналів—використовувати червоний колір в якості офіційного кольору. Зв'язок між червоним кольором і комунізмом особливо сильно. Комуністи використовують червоний набагато частіше і більш інтенсивно, ніж інші ідеології використовують свої традиційні кольори.
- В Європі і Латинській Америці, червоний також асоціюється з партіями соціал-демократії і часто їх союзників в робітничий рух. Іноді ці сторони використовувати, а не рожевий, як "помірні" кольору замість "радикальний" червоний або рожевий" використовується для опису більш помірні фракції або членство в ліві партії.
- Червоний-це також традиційний колір ліберальних партій в Латинській Америці і став використовувати колір, наприклад, у Чилі, Колумбії, Коста-Риці, Гондурасі, Мексиці, Нікарагуа та Уругваї за ліберальні партії. Однак, ці сторони соціального лібералізму більше, ніж класичний лібералізм, таким чином, вітальня в центрі-зліва.
- В Сполученому Королівстві, Австралії, Новій Зеландії та Ірландії, червоний-це колір робітничого руху і праці (прописана праці в Австралії) партій у цих країнах. Використання червоного кольору як символ згадується у британської Лейбористської партії гімн, червоний прапор.[16]
  - В період розквіту Британської Імперії до 1960 року, карти, глобуси та атласи зазвичай використовується червоний або рожевий для позначення Британської Імперії і її Співдружності.[17] Як тільки колонії стали незалежними, він необхідний свій відмітний колір і практики вимерли.
- У Бразилії, червоний асоціюється з лівої популістської Робочої партії, Комуністичної партії Бразилії, бразильської Комуністичної партії та інших лівих партій, які ще ліві рухи вибрати, щоб не використовувати червоний як основний колір, щоб надати самобутність від Робочої партії та комуністів; PSOL і бразильської Соціалістичної партії invertes традиційних схем кольорів лівих політичних партій і використовує червоний колір як вторинний колір жовтий; соціалісти також використовує білий як основний колір. Разом з рожевий, демократична Робоча партія використовує синій і білий основні кольори і червоний, як вторинний колір. У контексті лівого крила в політиці, червоний-це основний колір Народно-Соціалістична партія, а "третій шлях" соціал-демократичної партії, який пройшов успішно перше втілення Комуністичної партії бразильської
- Також у Бразилії, Червоний змішана чорний і Білий був колишній пов'язані з бразильського націоналізму. Перше втілення agrarianist-Центристської Соціал-демократичної партії і як втілень бразильської Робочої партії, в перші у Соціал-демократичній партії та чинного на популістські ліберальні партії, використовують колірну схему. Червоний, чорний і білий асоціюються з трьома расами, які формують етнічний склад Бразилії, індіанці (Червоні), в Афро-бразильців (чорні) і білі бразильці.
- Беліз головною консервативної партії (Об'єднаної демократичної партії) представлений червоний колір.
- У Канаді, червоний завжди асоціюється з Ліберальної партії Канади, тому що один з його попередників був Парті Руж (в перекладі з французького "Червона партія").
- В Японії буддійські партії Комейто має червоне сонце, як прапор.
- У Колорадо партії Парагваю, правого крила Консервативної партії, використовує червоний колір у той час як його головний суперник Ліберальної партії Ліберально-Радикальної використовує синій, суперечить іншій частині Латинської Америки.
- На свободу Кореї партії, яка є домінуючою Консервативної партії в Південній Кореї, використовує червоний колір як свій офіційний колір. До 2012 року, консервативні партії використовувати синій в якості офіційного кольору.
- У Таїланді, червоні сорочки отримала своє популістське вибір серед робітничого класу та сільських громад, які виступають проти усталеної влади еліти в Бангкоку.
- Одним з основних винятків з Конвенції червоного означати соціалізм у США. Бачу червоних і синіх штатів[6] починаючи приблизно з 2000 року, засоби масової інформації, пов'язані з Республіканською партією, незважаючи на те, що Республіканська партія є консервативної партії (див. червоних і синіх штатів) використання є, ймовірно, засевшим, як багато політичні організації (наприклад, сайт Родштадте) зараз використовують термін. 
  - Навпаки у випадку з Пуерто-Рико, а ліберально - Народно-Демократична партія використовує червоний.

## Шафран
В Індії шафран традиційно асоціюється з індуїзмом, Хиндутва і індуїстського націоналістичного руху. Шафран був обраний тому, що в індуїзм Санатана Дхарма, глибокий шафран колір асоціюється з жертвою, релігійні утриманні, прагнення до світла і порятунку. Шафран або "Bhagwa" - це самий священний колір для індусів і часто носять Саньяси, які покинули свої домівки у пошуках вищої правди.

## Білий
Білий є сьогодні головним чином пов'язані з пацифізмом[джерело?] (як в капітуляції прапор) і в політиці Сполученого Королівства незалежних політиків, таких як Мартін Белл.
- Історично, це було пов'язано з підтримкою абсолютної монархії, починаючи з прихильників династії Франції, тому що це була династія колір. Пізніше його використовували білогвардійці, які воювали проти комуністичних "Червоних" у Громадянській війні, тому що деякі з російських "білих" мали схожі цілі, щоб французькі "білі" століття раніше (хоча, варто відзначити, що білки входять багато різних людей з різними ідеологіями, наприклад, монархісти, соціалісти, ліберали та ін).
- Через використання анти-комуністичних сил в Росії, Колір білий стало асоціюватися в 20-му столітті з різними антикомуністичними і контрреволюційних груп, навіть ті, які не підтримували абсолютну монархію (наприклад, фінські "білі", які воювали проти соціалістичного "Червоних" у громадянській війні після незалежності Фінляндії). У деяких революцій, червоний використовується, щоб представити революціонерів і білий використовується, щоб представити прихильників старого порядку, незалежно від ідеологій і цілей обох сторін.
- В Італії Червоний хрест на білому щиті (скудо мистецтву писати опери, проявилися) є емблемою католицької сторони від історичної Християнської Демократії партії.
- В Афганістані, у талібів скасував ісламістської схемою, використовуючи чорний Шахада на білому фоні (символ чистоти).
- У Сінгапурі, білий-це колір, пов'язаний з Партії народної дії, яка партія була при владі і домінуючою в парламенті з моменту здобуття незалежності країни.
- В Уругваї, консервативна Національна партія також відома як "Біла вечірка", колеги з ліберальної "Червоної партії" протягом двох-партійної епохи.
- У Венесуелі, білий є традиційним кольором демократичних дій партії, однією з двох партій, які домінували в країні політики наприкінці 20-го століття (поряд з Copei) і одна із сторін в даний час в опозиції до ЕСПВ.

## Жовтий
Жовтий колір найчастіше асоціюється з лібералізмом. Він є офіційним кольором Альянс лібералів і демократів за Європу" (АЛДЄ), а також фарбування ліберальних партій в Німеччині, Румунії, Естонії та Сполученого Королівства ( ліберал-демократи). Жовтий або золотий, як правило, разом з блакитний або фіолетовий, теж часто використовується, щоб представляти права-лібертаріанство і класичного лібералізму.
- В Латинській Америці, вона не є незвичайним для лівих партій використовувати жовтий, червоний був традиційним кольором лібералів, особливо в країнах з видатними червоний-через ліберальні партії, такі як Гондурас, Мексика, Колумбія Коста-Рика.
- У Бразилії, жовтий у поєднанні із зеленим, пов'язаний з правими рухами проти корупції, протипартійних працівників, підтримку імпічменту Ділми Руссефф і пізніше, за підтримки президентської кампанії Яіра Bolsonaro. Асоціація виникла тому, що багато хто з протестуючих проти Ділми носить майку Бразильської футбольної збірної, який жовтий з цифрами і деякі деталі в зелений, а тому, що протестуючі скандували, що бразильський прапор "ніколи не буде червоних" і "буде alwayas зелений і жовтий". Червоний-це колір лівої популістської Робочої партії.
- Жовтий також асоціюється з іудаїзмом і єврейським народом, хоча це може розглядатися негативно (див. Також жовтий значок), а з 1945 року-синій Зірка Давида є кращим.
- У Східній і Південно-Східній Азії, жовтий використовується для представлення монархій. Наприклад, в Таїланді жовтий являє короля Пуміпона. Він був також колір про-монархія панчаят системи в королівство Непал.
- Це теж поширений колір є буддизм, ченці в Бірмі використовували його в антиурядові протести.
- В Аргентині, жовтий-це колір для правої ліберальної партії республіканське пропозицію, очолив Маурісіо Макрі.
- У Колумбії, жовтий-це колір Лівої партії альтернативний Демократичний Полюс.
- У Коста-Риці, жовтий колір пов'язаний з Соціал-демократичної та прогресивної громадян дій партії (зазвичай під темно-золоті тони), так і ліві широким фронтом (який використовує світліший тон). Це також колір кілька союзів.
- В Гондурасі, жовтий-це колір крайньої лівої Партії демократичного об'єднання партії.
- У Гонконзі, жовтий відноситься до демократії через жовті парасольки, які були підняті у ході зонтичної революції в 2014 році.
- У Малайзії, жовтий був використаний Берсі (коаліції За чисті і чесні вибори), серія мітинги, на яких були присутні сотні тисяч малазійців.
- На Філіппінах, жовтий в основному відноситься до людям сили революції, Ліберальної партії, і Акіно сім'ї.
- У США, Лібертаріанська партія має офіційний колір, але часто використовує жовтий колір через його історичні асоціації з класичним лібералізмом і щодо золотої валюти і вільного ринку.
- Гуманістична та прогресивна партія Прімеро правосуддя у Венесуелі використовує жовтий.

## Джинсовий
- В Білорусі джинсовий колір використовувала опозиція під час "Джинсової ревоюції".

## По країні

У цій картці на президентських виборах 2012 року результати, держави мають кольорове маркування, незалежно від політичного забарвлення партії, чий кандидат переміг своїх голосів вибірників, але політичного значення червоного і синього у Сполучених Штатах відрізняються від їх значень в більшості країн світу

Помітних національних систем політичного забарвлення включають в себе:
- У Аргентині юнацька партія (PJ) використовує синій колір, центристський радикальний громадянський союз (UCR) використовує червоний колір, центральна право Республіканська пропозиція (Pro) використовує жовтий колір, праворуч від правого кольору для обробки фотографій використовується чорний колір, ліворуч - центр Прогресивні елементи використовують оранжевий, а лівий робочий ліва робітника використовує темно-червоний колір.
- У Австралії лівоцентристська лейбористська партія використовує червоний колір, правоцентристська ліберальна партія використовує синій колір, сільська консервативна національна партія використовує темно-зелене, зелені використовують середній зелений, центристський центр союз використовує світло-оранжевий і крайньо правий популістський Поліна Hanson's One Nation (PHON) використовує темний апельсин.
- В Австрії Соціал-демократична партія Австрії (SPÖ) використовує червоний колір, Австрійська народна партія (ÖVP) використовує бірюзову, Партія свободи Австрії (FPÖ) використовує синій колір, NEOS використовує пурпуровий колір, а зелені - зеленим.
- У Бразилії лівий робітнича партія (PT) використовує червону та центральну право бразильську партію соціал-демократії (PSDB), використовуючи блакитний колір.
- У Белізі є інверсія традиційних кольорів, оскільки консервативна Об'єднана демократична партія використовує червону та демократичну соціалістичну партію "Народна Об'єднана партія", яка використовує синій колір.
- У Бельгії ліберальні партії (Open VLD і Reformist Movement) використовують синій, християнські демократи (CD & V та cdH) використовують апельсин, а соціал-демократичні партії (Sp.a і PS) використовують червоний колір. Колір фламандського націоналістичного партії "Нов-Фламандський Альянс" (N-VA) жовтий.
- У Болівії лівостороннє рух за соціалізм використовує блакитну та білу, Християнсько-демократична партія (Болівія) використовує червоний, білий та зелений колір, а консервативний Фронт національного єднання використовує жовтий та синій кольори.
- У Канаді, на політиці федерального рівня, офіційний колір для правоцентристської Консервативної партії Канади є синім, центристська Ліберальна партія Канади використовує червоний колір, а соціал-демократична Нова Демократична партія (НДП) використовує апельсин. Сепаратистський блок Квебекі використовує світліший синій, а партія зелених Канади використовує зелений колір.
- У Колумбії правою Консервативною партією та Незалежним рухом абсолютного реконструкції використовується блакитний колір, лівоцентристська партія використовує червоний колір, правоцентристська радикальна зміна використовує блакитний та червоний колір, ліва альтернативна демократична полюса використовує жовтий колір центристська Партія Зелених використовує зелений колір, ліва Lista de la Decencia використовує фіолетовий, а правий варіант громадянина і Демократичний центр Урібіста використовують кольорову схему синього, червоного, жовтого та білого кольорів. Апельсин неофіційно пов'язаний з правоцентристською партією національної єдності, хоча офіційно використовує червоно-жовто-зелене поєднання.
- У Коста-Риці, як правило, партії використовують прапори зазвичай з двома кольорами: соціал-демократичне "Національне звільнення" використовує зелене і біле, прогресивне громадянське дію використовує жовте і червоне, соціалістичне широке фронту використовує жовте і чорне, класичне ліберальне лібертаріанське рух використовує червоний і білий, християнський демократ Соціальна християнська єдність використовує блакитний і червоний. Це часто призводить до виклику учасників партії за кольором їх партії, наприклад, verdiblancos (зеленого та білого) для прихильників PLN, родійамарильо (червоні та жовті) для прихильників PAC і так далі.
- У Данії середні ліві соціал-демократи та союзні партії відомі як червоний блок, а правоцентристська ліберальна партія і союзники є синім блоком.
- У Франції лівоцентристська партія використовує рожевий колір, тоді як лівий фронт, включаючи комуністичну партію, використовує червоний колір. Малі крайні ліві партії, як правило, представлені темно-червоними. Зелені використовують зелений колір. Центристське демократичне рух (MoDem) використовує апельсин. Основна партія центру праворуч, республіканці (LR) використовує синій колір, тоді як її центристський союзник - Союз демократів і незалежних держав, використовує разом з фіолетовим світлим синім кольором. На крайньому праві Національний фронт використовує темно-блакитний (bleu marine) п'єсу на ім'я лідера партії Marine Le Pen.
- У Німеччині Християнсько-демократичний союз (ХДС) використовує апельсин (офіційно), а її баварський колега, Християнський союз, використовує світло-блакитний. Коли вони представлені разом, CDU / CSU часто зображується з використанням чорного кольору. Соціал-демократична партія Німеччини (СПД) використовує червоний колір, Alliance '90 / Зелені використовують зелений колір, лівий позначений темно-червоним або фіолетовим. Ліберальна Вільна демократична партія (ФДП) використовує жовтий колір, а далекоглядний Альтернатива для Німеччини (AfD) використовує синій колір.
- У Гондурасі політичні партії використовують прапори. Ліберальна партія використовує червоний та білий прапор, консервативна Національна партія використовує синій прапор з білою зіркою, партія Zelayista Liberty та Refoundation використовує червоний прапорець з чорним листом та білою зіркою, Лівий партія демократичної уніфікації використовує жовтий прапор з червоними літерами, а Християнсько-демократична партія використовує зелений прапор з білими літерами.
- В Угорщині апельсин використовується для позначення національного консервативного Фідесу, червоного соціалістичного MSzP, чорного або сірого правих націоналістів Jobbik, зеленого зелено-ліберальної політики можуть бути різними (LMP), і синій (тепер позапарламентський) Вільний Демократи
- У Ірландії Fine Gael використовує синій колір, Фіанна Файль використовує зелений колір, Лейбористська партія використовує червоний колір, Сінн Фейн використовує темно-зелений колір, ААА-ПБП позначається помаранчевим кольором, соціал-демократи використовують фіолетовий, а зелена партія позначається зеленою липкою. Незалежні політики, основні сили в Ірландії, позначаються білим або сірим.
- В Італії центральна ліву Демократична партія (ПД) позначається червоним або помаранчевим, праворуч Forza Italia - лазурним і популістським рухом "П'ятизірковий" (M5S) жовтим кольором. У Мексиці ліва партія демократичної революції (PRD) використовує жовтий і чорний. Праворуч від Національної партії дій (PAN) використовуються синьо-білі, кольори Богородиці Гваделупського, символ мексиканського католицизму. Інституційно-революційна партія (PRI) позначена мексиканським триколор.
- У Молдові консервативна Ліберально-демократична партія (ЛДПР) використовує зелений, соціал-демократична Демократична партія Молдови (PDM) використовує синій колір, а Ліберальна партія (ПЛ) використовує блідо-блакитний колір.
- У Нідерландах чотири сторони використовують зелений: соціально-ліберальні демократи 66 (D66) використовують світло-зелений, а Християнсько-демократична апеляція (CDA) та партія партій для тварин (PvdD) використовують темніший зелений колір. GreenLeft використовує комбінацію зеленого та червоного кольорів, хоча зелений використовується частіше. Блакитний використовується консервативно-ліберальною Народною партією за свободу та демократію (ВВД). Лейбористська партія та соціалістична партія обидва пов'язані з червоним.
- У Нікарагуа сторони використовують прапори, як це є загальноприйнятим у Центральній Америці, фронт національного звільнення Сандиніста використовує червоний та чорний прапор, а ліберали використовують червоний та білий прапор. На Філіппінах ліберальна партія-центристка використовує жовтий колір, консерватор Kilusang Bagong Lipunan (KBL) використовує червоний колір, а популістський Об'єднаний націоналістичний альянс (UNA) використовує апельсин. Окрім цих "партійних кольорів", окремі кандидати можуть використовувати різний колір; кольори згаданих трьох партій були отримані з кращих квітів Беніньо Акіно молодшого, Фердинанда Маркоса та Джозефа Естради, відповідно. Християнські демократи Lakas-CMD використовують синій і золотий, а партія "Націонаста", використовуючи кольори прапора Філіппін, використовувала зелений і недавно оранжевий, переважний колір кандидатури в президенти 2010 року Менні Вільяра. Хоча він відомий як "червоний", лівий не використовував цей колір на виборах, використовуючи замість фіолетового або синього кольору. Інші сторони використовують партійні кольори економно.
- У Португалії лівоцентристська соціалістична партія (ПС) використовує рожевий, на правоцентристську соціал-демократичну партію (PSD) використовує апельсин, а народна партія (CDS-PP) використовує синій колір. У Південній Кореї правляча консервативна партія "Свобода Корея" (колишня партія Саенурі) використовує червоний колір, навіть якщо червоний колір розглядається як колір лівого кольору. У цьому випадку це свого роду політична стратегія, яка підкреслює зміни та еволюцію.
- У Швеції синій використовується для поміркованої партії, тоді як червоний - для соціал-демократичної партії. Грін використовується Центральною партією та Партією зелених.
- На Тайвані провідними групами партій є Пан-Блю Коаліція, яка більше схиляється до китайського націоналізму та Пан-Зеленої коаліції, яка більше спирається на незалежність Тайваню. Нова партія використовує жовтий як партійний колір, навіть якщо її політика консервативна; Демократична прогресивна партія використовує "зелений", хоча її міжнародне узгодження з Ліберальним міжнародним, а не з зеленими партіями.
- У Сполученому Королівстві (за винятком Північної Ірландії) Консервативна партія використовує синій колір, Лейбористська партія використовує червоний колір, а ліберальні демократи використовують золото та апельсин. Правопопулістська партія Великої Британії вирішила використовувати неприєднання кольору фіолетового кольору. Британська національна партія (BNP) використовує кольори Союзу Джека, Центристська соціал-демократична партія (СДП) використовувала червоний та синій кольори. Шотландська національна партія (SNP) використовує жовтий і чорний, а Plaid Cymru (ПК) використовує золото та зелений колір.
- У Північній Ірландії союзники партій в Асамблеї Північної Ірландії називаються "помаранчевим блоком", а націоналістичні партії є "зеленим блоком". Деякі з встановлених політичних партій використовують або використовували різні кольорові варіації в певних місцевостях. Це було поширеною у британській політиці до 1970-х років. Традиційний колір Пенріт і прикордонних консерваторів був жовтий, а не синій, навіть у виборах 2010 р. Консервативні кандидати у Пенріті та сусідньому окрузі Вестморленд і Лонсдейл носили синьо-жовті розетки.
- У Північно-Східній Англії консерватори традиційно використовували червоний, зелений робочий і ліберали синьо-апельсиновий.
- У деяких районах Східної Англії консерватори використовували рожевий та синій кольори, а в Норвічі їхні фарби були оранжевими та фіолетовими. Ліберали та консерватори використовували блакитну та червону відповідно у Західному Уельсі, тоді як у частинах Чешира ліберали були червоними і працею жовтого кольору. У 18-19 вв. (Століття) Торі використовували апельсин у Бірмінгемі, рожеві в Уітбі і червоні в Східному Ворсширері, а віги були сині у Кендалі, фіолетові в Мальборо та апельсині в Уейкфілді. Традиційний колір лібералів Уорікшира був зеленим, а не оранжевим.
- У США дві основні політичні партії використовують національні кольори, тобто червоний, білий та синій. Історично склалося так, що єдиною загальною ситуацією, коли партії потрібно було призначити єдиний колір, була підготовка політичних карт на графічних виставках результатів виборів. У таких випадках не було послідовного об'єднання окремих партій з особливими кольорами. Проте за тиждень після виборів 2000 виникла термінологія червоних держав та блакитних держав, в яких консервативна республіканська партія була асоційована з червоною, а ліберальна демократична партія - синьою. Політичні спостерігачі зачепили цю асоціацію, яка виникла через використання червоної для республіканських перемог і синього для демократичних перемог на карті відображення телевізійної мережі. У 2004 році асоціація була в основному збережена. Станом на листопад 2012 року карти президентських виборів, підготовлений урядом США, також використовують блакитний для демократів і червоний для республіканців. У вересні 2010 року Демократична партія офіційно прийняла блакитний логотип. Приблизно в той же час офіційний республіканський вебсайт почав використовувати червоний логотип. Ця асоціація може сприймати ошукання іноземних спостерігачів, як це описано вище, червоний традиційно є кольором лівого кольору, тоді як синій, як правило, пов'язаний з правильною політикою. Існує історичне використання блакитного кольору для демократів та червоний для республіканців: наприкінці 19 століття та початку 20 століття виборчі комісії округу штату Техас використовували кольорове кодування, щоб допомогти іспанським мовам та неграмотним визначити сторони, однак ця система не застосовувалася послідовно в Техас і не був піднятий на національному рівні. Наприклад, в 1888 році Гровер Клівленд і Бенджамін Гаррісон використовували карти, кодировані синім кольором для республіканців, кольором Харрісона, який сприймався як представляти Союз і "Партію Лінкольна", і червоний для демократів. У світі бухгалтерського обліку використовується червона чорнила, що вказує на дефіцит (тобто витрати перевищують доходи). Політики часто атакують дефіцитні витрати як "бути червоними". Наприклад, кандидат у президенти від республіканців Роберт Доул в 1996 році засудив одного з пропозицій президента Білла Клінтона, оскільки це призведе до нових витрат на малий бізнес. Доул сказав: "Тепер, коли федеральний уряд працює в червоному, а уряди штатів стикаються з дефіцитом бюджету, який щороку зростає, демократи шукають нову кишеню для вибору, а малий бізнес заповнить цю роль".
- У Пуерто-Рико, три основні партії: Partido Nuevo Progresista (синій), Partido Popular Democrático (червоний) та Partido Independentista Puertorriqueño (зелений).
- В Україні зелений колір використовує партія "Слуга народу", яка не є екологічною чи ісламською, позиціонуючи себе як центристську.